# Шнеберг (Доња Франконија)
Шнеберг (њем. Schneeberg) град је у њемачкој савезној држави Баварска. Једно је од 32 општинска средишта округа Милтенберг. Према процјени из 2010. у граду је живјело 1.845 становника. Посједује регионалну шифру (AGS) 9676156.

## Географски и демографски подаци
Шнеберг се налази у савезној држави Баварска у округу Милтенберг. Град се налази на надморској висини од 168 метара. Површина општине износи 16,6 km². У самом граду је, према процјени из 2010. године, живјело 1.845 становника. Просјечна густина становништва износи 111 становника/km².